# ドレッドハンガー
『ドレッドハンガー』（Dread Hunger） は、Digital Confectionersより2022年1月27日に配信されたゲームソフト。
2023年11月14日に「2023年12月1日で販売終了し、公式サーバーも2024年1月1日で終了する。」ことが発表された。

## ゲーム概要
PVPとPVEの要素があるサバイバルアドベンチャーゲーム。

## 販売数
100万以上

## アップデート履歴

### Hotfix 1.24 incoming (2022/11/30)
- 船大工に北京語の音声を追加
- 船のカスタマイズ UI サウンドを追加
- Dockside Traders の詳細な動作音の追加
- 山頂での夜のアンビエント オオカミの遠吠えの改善
- 一部の建物の外にいると暖かくなる問題を修正
- AI が複数のオブジェクトで動かなくなる問題を修正
- さまざまな衝突修正
- さまざまなオーディオの修正/研磨

### Update 1.2|A Place to Call Home
- 【バランス】
  - サーベルの耐久性とダメージが向上(ダメージ15⇒ダメージ16、耐久性12⇒15)
  - ホッキョクグマがニトログリセリンから受けるダメージが減少しました。
  - お茶と解毒剤がそれぞれ3個までスタックするようになりました。
  - 水中でのホッキョクグマの速度がわずかに増加
  - ホッキョクグマのヘルスがわずかに増加(325⇒350)
- 【修正】
  - 最後の探検家が倒れ、切断された場合、水中に投げ込まれるとゲームが終了するようになりました。
  - 氷壁を登る際にツルハシを落とさないよう修正
  - スロールが妨害行為によってダメージを受けた際、正しいポイントを受け取るようになりました
  - 石炭シュート内の石炭がボイラーで消費されない不具合を修正
  - スピリットウォーク中に外部と内部を移動する際、ボーンダガーが表示されることがあった問題を修正
  - ドッペルゲンガー中に設置されたトラップ／パウダーケグによる得点の問題を修正
  - 再加入後にサッチェルが削除される問題を修正
  - ダウンしたプレイヤーや切断されたプレイヤーを投げることができるようになりました。
  - プレイヤーや動物、地面にぶつかると正しくダメージが与えられるようになりました。
- 【UI】
  - インベントリやコンテナから毒をドラッグして使用しない場合、アニメーションのバグが発生しないよう修正
  - 船の進行状況を示すバーの精度を向上
  - ロビーのメッセージ機能を改善
  - コンペンディウムに耐久度を追加
  - マイクのアイコンが会話中にアニメーションするようになりました。
- 【マップ】
  - 広漠の地のメジャーリワーク
  - 山頂：アイテムをドロップしても回収できない場所があったのを修正
  - 夜間照明の改善
- 【改善】
  - ロギングが最適化され、ファイルサイズが大きくなることがなくなりました。
- 【コスメティック】
  - 船のコスメティックが追加!

### Small Hotfix(1.1.5) (2022/10/5)
- 寒いときにダメージ音が再生されない問題を修正
- ドッペルゲンガーが死亡した後、時折在庫アイテムが消える問題を修正
- プレイヤーがキャラクターを選択せずにロードする問題を修正
- 樽に石炭を入れた場合のスコアを修正
- インベントリがいっぱいの状態でダウンしたプレイヤーを拾おうとすると、「Inventory Full」というテキストが表示される
- プレイヤーが死亡した後にワークベンチのクラフトサウンドが再生される問題を修正
- その他のさまざまな修正

### Small Hotfix incoming (2022/09/01)
- 命中成功した矢の50%を回収(奇数の場合は切り上げ)
- 遠隔武器は極端な距離ではダメージを与えません
- 遠距離武器の遠距離ダメージ減衰を調整
- ドッペルゲンガーから出た後の保持アイテムの問題を修正
- さまざまなバグ修正

### Another Small Hotfix incoming (2022/08/16)
- いくつかのクラッシュを修正
- 目に見えないドッペルゲンガーの問題を修正
- さまざまなニトロの問題を修正
- 一般的な小さなバグ修正

### Small Hotfix incoming (2022/7/22)
- ワードローブの経験値バーが正しいレベルを表示しない問題を修正
- いくつかのオーディオの問題を修正
- 脂身の仕様が修正されました
- その他複数の修正...

### Hotfix 1.12 (2022/7/14)
- 【不具合修正】
  - 倒れたプレイヤーにとどめを刺す際、ドッペルゲンガーの体力が正しく減少するよう修正
  - 戦闘不能時にホットバーが表示されなくなる問題を修正
  - ボイラーに過度な圧力がかかった際に爆発しない場合があった問題を修正
  - マップのバグ(グリッチ等)を修正
- 【バランス調整】
  - 毒を盛られた味方を治療した際に得られるポイントを100ポイントから250ポイントに増加しました。
  - 脂身が燃料にならなくなりました。
  - 傀儡のスペル初期クールダウンが削除されました。
  - Tier 1のスペルのチャージ時間がトーテム無しで3分になりました。
  - 人食い人種攻撃のクールダウンが60秒増加しました。
  - ドッペルゲンガーのクールダウンが60秒減少しました。
  - 日が沈むとすぐに寒くなるようになりました
- 【その他】
  - すべてのコスメティックアイテムに新しいアイコンを追加
  - オーディオの全般的な改善
  - チュートリアルのマップの地形に関する問題を修正

### Hotfix 1.11 (2022/7/8)
- 「セッションの更新に失敗しました」エラーが永続的に表示される問題を修正
- ロギングスパムを削減
- 矢の製作時間を延長
- 火縄銃の弾薬製造時間が増加
- 火縄銃とマスケット銃の耐久度が0％のとき、追加射撃が行われる問題を修正
- 海兵隊のリロード速度を最大30％から最大20％に変更
- トラップによる肉投げの不具合を修正
- ナビゲーターに新しいコートが追加されました。
- 到達不可能なトーテムを構築することが可能なエクスプロイトを修正
- 沈黙とドッペルゲンガーの説明ビデオを追加
- 4人未満のプレイヤーでゲームサーバーを起動する不具合を修正
- ドッペルゲンガーが呪文終了時に樽から石炭を失う問題を修正
- ブーストからボイラーを吹き飛ばすまでの時間を短縮しました。
- 進入路で最初の島で石炭ソリが出現する確率を減らしました。
- ドッペルゲンガーに関連するアンチチートの問題を修正しました。
- 進入路の最初のキャンプに狼を追加
- 切断されたプレイヤーの顔が歪んでいたのを修正
- ドッペルゲンガーが船上で動けなくなる問題を修正

### Patch Notes|アップデート1.1　羊の皮を着た狼たち (2022/7/1)
- 【新しい呪文システム】
  - グリモワール
    - 闇の傀儡のプレイスタイルに合わせて、呪文をカスタマイズして盛り上げましょう。港にあるキャラバンを訪れ、グリモワールを調べれば、いつでも呪文を変更することができます。
- 【新しい呪文】
  - 闇の傀儡はより強くなり、より多様で破滅的な能力を持つようになった...
- 【沈黙】
  - 探検家たちをミュートし、一時的に聴覚を引き裂く。また、この呪文は闇の傀儡のパートナーと直接リンクさせて、計画を調整することを可能にします。この呪文は、他のクルーが知らないうちに被害者を撲殺したり、非難する情報が他のクルーに伝わるのを遅らせたりするために使用することができます。
- 【ドッペルゲンガー 】
  - 黒魔術で探検家の姿に変身する。船長が船を運転しているが、同時に甲板の下で火薬庫に火をつけているところを見て、クルーを惑わせて混乱させる。なりすましている本人とすれ違わないように注意すること。
- 【埠頭ロビー】
- 【ニュールック】
  - 埠頭のエリアがリニューアルしました！
- 【商人】
  - 遠征の準備のために、何人かの訪問者が港に到着しました。
- 【クラフティング】
  - キャラクターを強化することで、コスメを獲得しよう！各キャラクターのプレステージによって、好きなキャラクターに着せることができる無料アイテムがアンロックします。
- 【新しいAI（ラット）】
  - 害虫駆除の役割を果たしたり、そのまま放置しておくと、ウロウロします。
- 【コスメティック】
- 【プレステージコスメティック】
  - キャラクターを強化することで、コスメを獲得しよう！各キャラクターのプレステージによって、好きなキャラクターに着せることができる無料アイテムがアンロックします。
- 【新しいコスメティックコンビネーション】
  - 一度に着れるだけ着て、カオスな衣装を作り上げよう！互換性のあるアイテムが増えました。
- 【バランス】
  - 高レベルのバランス調整
  - *経験豊富な闇の傀儡と探検家のバランスを調整しました。これには妨害工作の手直し、船を危険にさらす新しい方法、闇の傀儡がブリッグから呪文を唱えられるようになったことなどが含まれます。これらの変更点については、ぜひご自身で試していただきたいので、まだ詳しくは説明しません。
- 【テクニカル】
  - サーバーアップグレード 
    - DDoS攻撃に対するサーバーを大規模に強化し、クライアントのパフォーマンスを向上させました。
- 【クラッシュの修正】
  - 一部の方が経験している複数のクラッシュを修正しました。
- 【未来の「広漠の地」アップデート】
  - 「広漠の地」はいくつかの変更で始められましたが、これは結果的にマップ全体をリバランスして改善するための主要な取り組みになりました。

## 開発について
開発当初は2021年後半に発売される予定であった。